# 伊特亞
伊特亞（Iteya）是埃塞俄比亞東南部奧羅米亞州阿爾西地區的小鎮，位於茲懷湖東面，座標8°8′N 39°14′E / 8.133°N 39.233°E，海拔2,215米。鎮內有電力供應、電話和郵政服務。 根據埃塞俄比亞中央統計局2005年人口普查的資料，伊特亞人口約12,979，其中男性6,418人，女性6,561人。